# Andreas Christoph Graf
Andreas Christoph Graf (* 3. Januar 1701 in Augsburg; † 1776 ebenda) war ein deutscher Pädagoge, Schriftsteller und der Autor des Benimmbüchleins Der höfliche Schüler (1735).

## Leben
Andreas Christoph Graf widmete sich der Theologie und Philologie. Er bemühte sich, nach der Beendigung seines Studiums eine Pfarre zu erlangen, nahm aber, nachdem ihm dies nicht gelang und er sich als Kandidat des Predigtamts lange für seinen Unterhalt kümmerlich abgemüht hatte, eine Stelle als Lehrer am Gymnasium bei St. Anna in Augsburg an. Dort unterrichtete er in der Position als 4. Lehrer, bis er sich 1770 in den Ruhestand versetzen ließ.
Als Lehrer versuchte Graf der Pädagogik eine heitere und zugleich praktische Seite abzugewinnen und sein Wirken möglichst erbaulich zu gestalten. Dies zeigen seine in dieses Fach einschlagenden Schriften, von denen die ersten beiden anonym erschienen:
- Der geplagte Schulmann, Augsburg 1741
- Der höfliche Schüler, Augsburg 1741
- Heilsame Hausmittel, der verdorbenen Kinderzucht bei Zeiten zu begegnen, Augsburg 1769

Das bis ins späte 19. Jahrhundert aufgelegte Werk Der höfliche Schüler ist – im Gegensatz zu Knigges Buch Über den Umgang mit Menschen – ein echtes Benimmbuch, um der schon damals gelegentlich aufmüpfigen Schülerschaft durch eine amüsante Verse-Sammlung Benehmen und Höflichkeit nahezulegen.
Ganz besonders wurde Graf durch das dritte Jubiläum der Erfindung der Typographie auf die Wichtigkeit dieser Kunst hingelenkt. Er suchte diese in seinem Dritten Buchdrucker-Jubiläum (Augsburg 1740) und in seinen Augspurgischen Kinderreden von der Buchdruckerkunst (Augsburg 1740) dem Volk verständlich zu machen. Seine Zwölf christliche Erinnerungen an einige Salzburgische Emigranten (Augsburg 1732), die er als Kandidat der Theologie anonym herausgab, zeigen ein anerkennenswertes Predigertalent, zu dessen Entwicklung ihm aber keine Gelegenheit geboten wurde.
Graf schrieb und verlegte auch Ehrenblätter, so eines zur Vermählung des Balthasar Christoph von Hößlin, des späteren Konsuls von Venedig, oder auch zur Beisetzung des Marx Christoph Welser. Ferner versuchte er sich auch in der Poesie, und seine Gedichte, die in verschiedenen periodischen Blättern seiner Zeit verstreut zu finden sind, müssen Zustimmung gefunden haben, da er den Titel eines kaiserlichen gekrönten Poeten erhielt.